# Enrique López Bustamante
Enrique Augusto López Bustamante (Maracaibo, Venezuela, 2 de abril de 1892 - Buenos Aires, Argentina, 1947) fue un periodista y escritor venezolano y el primer corresponsal de Venezuela en el exterior. Estuvo asignado por el Diario El Fonógrafo en Europa y radicado en Madrid desde 1915.

## Datos Biográficos
Enrique López bustamante nació en la ciudad de Maracaibo, Venezuela, capital del Estado Zulia. Era hijo del periodista maracaibero Eduardo López Rivas, editor y propietario del diario El Fonógrafo de Maracaibo y de la revista El Zulia Ilustrado. Su madre era doña Carmen Bustamante de López, sobrina del médico venezolano Francisco Eugenio Bustamante y pariente consanguinea del general Rafael Urdaneta.

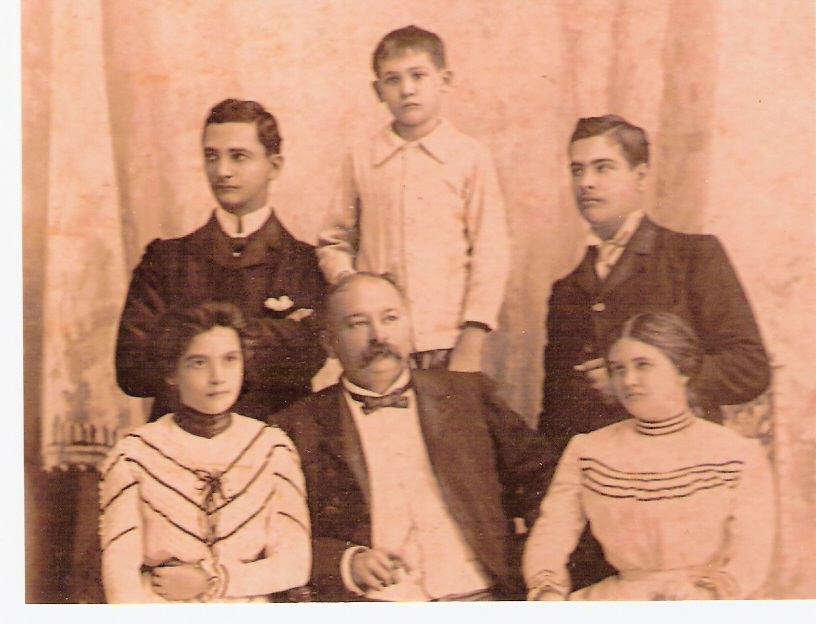
Enrique López Bustamante durante su niñez, junto a su padre y hermanos mayores

Su madre falleció cuando López Bustamante aún no había cumplido tres años de edad. La vida del periodista transcurrió desde entonces a la sombra de su padre, célebre intelectual venezolano, que se encargó de arraigar en sus hijos el amor por la cultura, el saber y la libertad. La figura de su padre en el centro de su vida quedó plasmada en su novela El triunfo del amor, al referirse a lo que se trasluce fue su infancia y juventud. Antes de partir a Europa a continuar su educación superior es su padre quien aparece uniéndolo a su tierra y a su pasado: Después de abrazar por última vez a su padre se embarcó llorando como un niño en un enorme vapor amarrado al muelle....
Contrajo matrimonio en 1920 en Madrid, con la española Luisa Pilar Vázquez. De esa unión nació su único hijo, Enrique López Vásquez. Enrique López Bustamante murió en Buenos Aires, Argentina, en 1947.

## Vida profesional

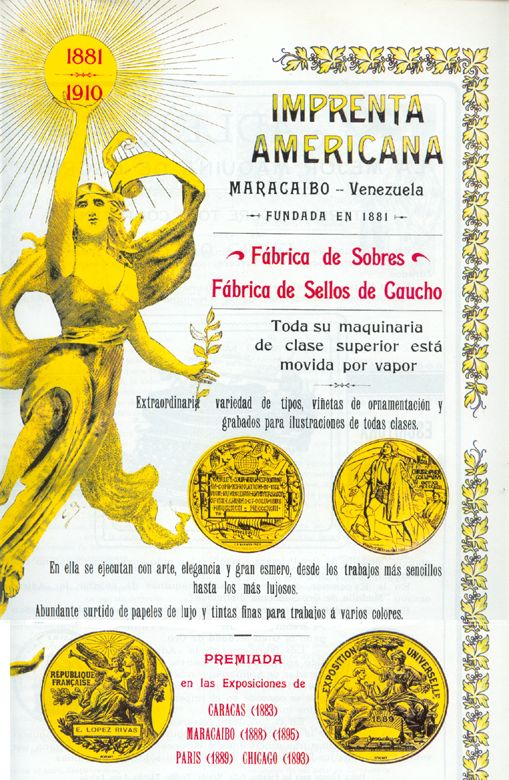
Aviso de la Imprenta Americana, propiedad de la familia López

Desde su primera juventud Enrique López Bustamante comenzó a trabajar en la empresa familiar, la Imprenta Americana de Maracaibo. Esta casa editorial era una de las más adelantadas de la América y allí aprendió López Bustamante las técnicas de impresión y encuadernación y todo lo relacionado con el manejo de las ediciones. Trabajando en los talleres de la imprenta López Bustamante llegó a convertirse en un prensista notable, entre los primeros de Venezuela. Como prensista de la Imprenta Americana es el primer venezolano que imprime imágenes mezclando tres colores, cuando se editó un número extraordinario de El Fonógrafo en conmemoración de los cien años de la independencia de Venezuela.

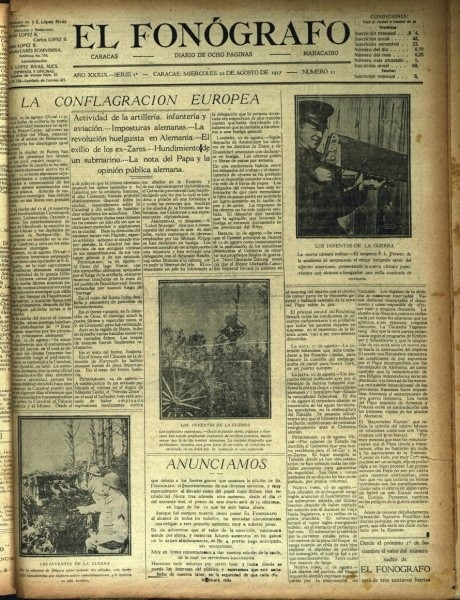
Edición del diario "El Fonógrafo" del 22 de agosto de 1917

Al igual que sus hermanos, Eduardo López Bustamante y Carlos López Bustamante, era también articulista de El Fonógrafo y fue además el corresponsal del diario en Madrid.
En España se involucró con los círculos intelectuales y literarios de la época y comenzó su vida de escritor. Sus novelas más populares fueron, El triunfo del Amor y La ruta del olvido. El escritor español José Francés lo calificó de notable novelista venezolano en su obra El año artístico de 1915.

## Destierro
Al estallar la Primera Guerra Mundial Venezuela estaba gobernada por el dictador Juan Vicente Gómez, quien simpatizaba con el Imperio Alemán en el conflicto. A diferencia de otros diarios venezolanos, El Fonógrafo dio su apoyo a los países Aliados, lo cual ocasionó su clausura definitiva por parte del gobierno. Las oficinas del diario en Caracas y Maracaibo, al igual que la sede de la Imprenta Americana, fueron clausuradas en 1917.
Así comenzó el destierro de Enrique López Bustamante, que se encontraba entonces en Madrid, donde era corresponsal del diario El Fonógrafo. Sus hermanos Carlos y Eduardo fueron llevados a prisión y el gobierno no le permitió nunca el regreso a Venezuela.
Argentina le concedió asilo político y López Bustamante se instaló en Buenos Aires con su familia. Allí continuó su carrera literaria y fundó una imprenta que funcionó hasta su muerte, ocurrida en 1947.